# Phil-for-Short
Phil-for-Short è un film muto del 1919 diretto da Oscar Apfel.

## Produzione
Il film fu prodotto dalla World Film (An Apfel Production).

## Distribuzione
Il copyright del film, richiesto dalla World Film Corp., fu registrato il 2 giugno 1919 con il numero LU13832.
Distribuito dalla World Film e presentato da William A. Brady, il film uscì nelle sale cinematografiche statunitensi 2 giugno 1919.